# Keeley Hazell

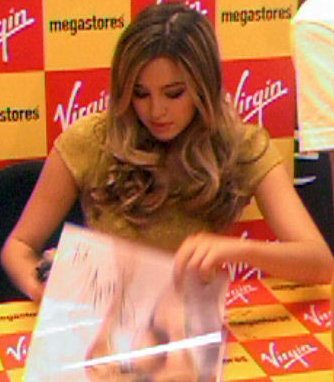
Keeley Hazell

Keeley Hazell (n. 18 septembrie 1986, Lewisham, Londra) este fotomodel britanic, a cărui fotografii nud apar în revistele de bulevard din Marea Britanie.

## Date biografice
Keeley Hazell a copilărit în Grove Park, Londra. Ea are două surori. Mama ei a lucrat în bucătăria unei cantine de școală, iar tatăl a fost un tâmplar. Părinții se despart când ea avea vârsta de 13 ani. La vârsta de 16 ani Keeley părăsește școala, ca să devină coafeză. Un prieten o sfătuiește să candideze ca model la "Page Three girl", în decembrie 2004 câștigă concursul. Sculptorul Leigh Heppell face un bust luând ca model sânii ei. Fotografii nude ale ei apar frecvent în revista "ZOO" și "Sun". Între anii 2006 și 2007 vor fi întocmite calendare cu pozele ei, ea refuză o ofertă a revistei Playboy.
Ea a apărut pe lista celor 100 de femei, care ar fi cele mai frumoase din lume după revista Maxim.